# Апер Гранд Лагун (Флорида)
Апер Гранд Лагун (енгл. Upper Grand Lagoon) је пописом одређено насељено место у америчкој савезној држави Флорида.

## Демографија
По попису из 2010. године број становника је 13.963, што је 3.074 (28,2%) становника више него 2000. године.
| Група             | 2000.          | 2010.          |
| Белци             | 10.026 (92,1%) | 12.298 (88,1%) |
| Афроамериканци    | 154 (1,4%)     | 317 (2,3%)     |
| Азијати           | 178 (1,6%)     | 228 (1,6%)     |
| Хиспаноамериканци | 267 (2,5%)     | 648 (4,6%)     |
| Укупно            | 10.889         | 13.963         |